# Magnetska deklinacija
Magnetska deklinacija (lat. declinatio, prema grč. ϰλίσıς: nagib, svijanje, otklon) je kut između magnetskog i zemljopisnog (geografskog) meridijana. Krivulje koje spajaju mjesta s istom magnetskom deklinacijom nazivaju se izogone a s deklinacijom 0° agone. Pravilne promjene deklinacije u tijeku vremena zovu se dnevne i godišnje varijacije, a nepravilne geomagnetske oluje. Deklinacija može biti istočna (pozitivna) i zapadna (negativna). Nagla promjena magnetske deklinacije na malim udaljenostima naziva se magnetskom anomalijom (kod Kurska; otok Jabuka na Jadranu). Za točno određivanje magnetske deklinacije upotrebljava se magnetski teodolit.

## Objašnjenje
Kako se magnetska igla, koja se može vrtjeti na vertikalnoj osovini, svagdje na Zemlji namješta u stalan vodoravan pravac, koji više-manje leži oko pravca sjever-jug, možemo zaključiti da se Zemlja vlada kao jaki magnet. Zemlja je magnet koji ima svoje magnetske polove, ali se oni ne poklapaju sa zemljopisnim polovima. Pomorski kapetan Ross je 1831. našao da se magnetski južni pol nalazi u Sjevernoj Americi na poluotoku Boothia (ranije Boothia Felix) (70° 40’ sjeverne zemljopisne širine i 96° 5’ zapadne zemljopisne dužine), a magnetski sjeverni pol nalazi se na Antartiku blizu vulkana Erebus i Terror (72° 40’ južne zemljopisne širine i 150° istočne zemljopisne dužine). 
Znači, magnetski se polovi Zemlje ne poklapaju sa zemljopisnim, pa magnetska igla neće pokazivati baš točno pravac sjever-jug. Okomita ravnina, položena kroz uzdužnu os magnetske igle, zove se magnetski meridijan. Kut što ga magnetski meridijan zatvara sa zemljopisnim meridijanom zove se magnetska deklinacija. Ona se označuje s plus ako sjeverni pol igle kompasa leži istočno, a s minus ako leži zapadno od zemljopisnog meridijana. Njezina je vrijednost različita na raznim mjestima Zemlje. U blizini zemljopisnih i magnetskih polova Zemlje ona se vrlo brzo mijenja, dok na samim magnetskim polovima postaje neodređena jer nema meridijana od kojeg se broji. U Zagrebu krajem 2017. godine iznosi oko +4°. Krivulje koje spajaju mjesta na Zemlji koje imaju istu magnetsku deklinaciju zovu se izogone. U magnetskim polovima Zemlje sastaju se sve izogone. Agona je krivulja deklinacije 0°.

## Deklinacija
Deklinacija je jedna od koordinata (uz rektascenziju) kojima se određuje položaj nebeskog tijela na nebeskoj sferi u ekvatorijalnom koordinatnom sustavu. Deklinacija je kutna udaljenost (oznaka δ) nebeskoga tijela od nebeskog ekvatora prema sjevernom ili južnom nebeskom polu. 

## Izogone
Izogone (grč. isos = jednak, gonia = kut) su izolinije koje na zemljopisnoj karti spajaju mjesta jednakih vrijednosti magnetske deklinacije Zemljina magnetskoga polja. Agone su izogone koje ograničavaju mjesta gdje je magnetska deklinacija približno jednaka nuli. Prvu kartu s izogonama iscrtao je E. Halley 1701.

## Slike
|                                                                                       |                                                   | |
| NIMA (eng. National Imagery and Mapping Agency) karta magnetskih deklinacija za 2000. | Promjena magnetskih deklinacija od 1590. do 1990. | 1: Zemljopisni Sjeverni pol; 2: Magnetski Sjeverni pol; 3: Geomagnetski Sjeverni pol; 4: Sjeverni pol nepristupačnosti |